# Francisco Júnior
Francisco Rodrigues Vale Júnior nasceu em Goiânia, é casado e pai de três filhos. Formou-se em Direito em 1996 pela antiga Universidade Católica de Goiás, hoje PUC-Goiás, onde também é Pós-Graduado em Relações Internacionais Mercosul, e também é Mestre em Desenvolvimento e Planejamento Territorial.

## Biografia
Sua primeira profissão foi a de menor auxiliar de serviços gerais no Banco do Brasil, posteriormente atuou como professor durante 14 anos, ensinando geometria descritiva, ensino religioso, filosofia e sociologia no Colégio Santo Agostinho e na Universidade Católica de Goiás. 

## Carreira política
Foi secretário de Planejamento da Prefeitura de Goiânia de 2005 a 2008, e em 2008 foi eleito vereador na capital. Mais tarde se tornou presidente da Câmara Municipal de Goiânia para gestão 2009/2010.
Foi eleito Deputado Estadual em 2010 pela primeira vez, e assumiu a presidência da Comissão de Agricultura, Pecuária e Cooperativismo. Foi reeleito em 2014 e assumiu a presidência da Comissão de Tributação, Finanças e Orçamento. Em 2016, Francisco Júnior foi candidato a prefeito de Goiânia.
Em dezembro de 2017, Francisco Jr lançou o livro: “A Função Social da Propriedade Urbana de Goiânia”, o qual nasceu de uma dissertação do mestrado.
Em 2018 lançou sua candidatura a Deputado Federal pelo PSD-GO e foi o 4º mais votado no estado, totalizando 111.788 votos.
Em fevereiro de 2019 tomou posse como Deputado Federal em Brasília. Assumiu por todo o ano a vice-liderança do partido (PSD) na Câmara e atuou nas Comissões de Minas e Energia; de Constituição e Justiça e de Cidadania; de Desenvolvimento Urbano; além de outras comissões temáticas temporárias.
Em 2020, diante da pandemia de COVID-19, foi designado e assumiu a relatoria da Comissão Mista no âmbito do Congresso Nacional destinada a acompanhar a situação fiscal e a execução orçamentária e financeira das medidas relacionadas à emergência de saúde pública de importância internacional relacionada ao Coronavírus (Covid-19), nos termos do Decreto Legislativo nº 6, de 2020.
Em maio de 2023, foi indicado por Ronaldo Caiado, governador de Goiás, para a presidência da Companhia de Desenvolvimento Econômico de Goiás (Codego). Tomou posse em 2 de junho do mesmo ano.